# Instituto de Estudos Avançados de Princeton
O Instituto de Estudos Avançados de Princeton (em inglês: Institute for Advanced Study), localizado em Princeton, é um centro de pesquisas teóricas e questões intelectuais. O instituto talvez seja mais conhecido como a residência acadêmica de Albert Einstein, John von Neumann e Kurt Gödel, que emigraram para os Estados Unidos. Outras personalidades de destaque que trabalharam no instituto foram Edward Witten, Robert Oppenheimer, Freeman Dyson, Erwin Panofsky, George Kennan, Hermann Weyl, Paul Erdős, Michael Atiyah e Michael Walzer. Outros institutos de estudos avançados surgiram, baseados em modelo similar ao de Princeton.
Desde sua fundação, o instituto não tem ligações formais com a Universidade de Princeton ou com outras instituições educacionais, porém mantém trabalho colaborativo com a universidade. O instituto foi fundado em 1930 e seu primeiro diretor foi o pesquisador Abraham Flexner. Dentre seus ex-diretores, além de Abraham Flexner, temos o famoso físico Robert Oppenheimer, Marvin Leonard Goldberger, Phillip Griffiths, Peter Goddard, Robbert Dijkgraaf, entre outros.

## Missão
Em um ensaio de 1939, Flexner enfatizou como James Clerk Maxwell, movido apenas pelo desejo de saber, fez cálculos obscuros no campo do magnetismo e da eletricidade e que essas investigações levaram em linha direta a todo o desenvolvimento elétrico dos tempos modernos. Citando Maxwell e outros cientistas teóricos, como Carl Friedrich Gauss, Michael Faraday, Paul Ehrlich e Einstein, Flexner disse: "Ao longo de toda a história da ciência, a maioria das descobertas realmente grandes que acabaram provando ser benéficas para a humanidade foram feitas por homens e mulheres que foram movidos não pelo desejo de serem úteis, mas apenas pelo desejo de satisfazer sua curiosidade".
 

O IAS Bluebook diz:
O Instituto de Estudos Avançados é uma das poucas instituições no mundo onde a busca do conhecimento por si só é a razão de ser última. A pesquisa especulativa, do tipo que é fundamental para o avanço da compreensão humana do mundo da natureza e da humanidade, não é um produto que pode ser feito sob encomenda. Em vez disso, como a criatividade artística, ela se beneficia de um ambiente especial.
Essa era a crença à qual Flexner se apegava apaixonadamente e que continua a inspirar o instituto hoje.